# 日本の大工仕事

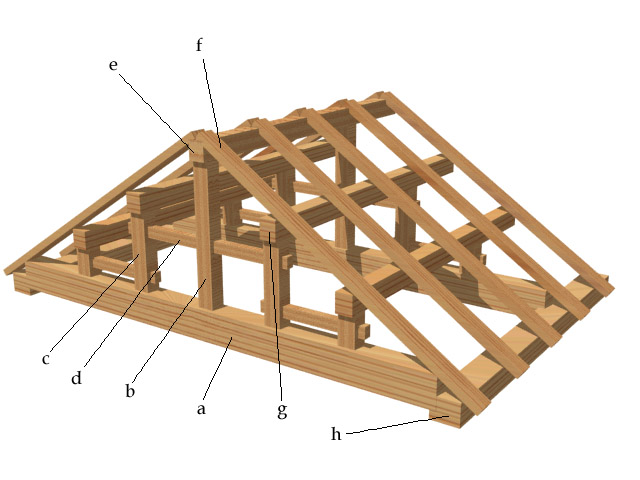
和古屋型の伝統的な屋根のフレーミング、ポスト - アンド - リンテル型のフレーミング。

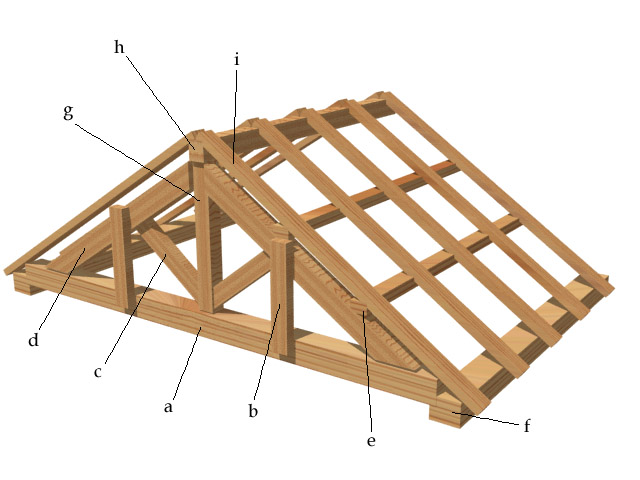
洋風と呼ばれるよごや型の伝統的屋根造り。

日本の大工仕事（Japanese carpentry）では、日本 での大工の仕事を解説する。

## 大工の種類
日本の大工全員が共有する道具と節目の語彙と作業方法によって定義された中核的な慣習があるが、日本の建築分野の大工は通常4つの異なる大工仕事の職業のうちの1つとして識別します。宮大工は、日本の神社や寺院建築を仕事としており、それらが手の込んだ木造の接合箇所を使用していること、そして建造した建物技術は、世界最長の生き残った木造建築の中に頻繁に見られるという事実で有名です。他に知られているのは茶屋や住宅施工の大工がおり、そして数寄屋大工は、素朴な素材を使用して繊細な美的構築で有名です。家具メイキング師として知られている指し物師および構築内装仕上げ大工、障子と欄間（らんま）を担当するのは建具屋（tateguya）と呼ばれている。
指物師や建具屋が彼らの分野外で仕事することはめったにないが、大工工房で宮大工と数寄屋大工の両方として同時に働くことは珍しくない。

## 道具
日本の大工によって一般的に使用される道具は、いくつかの基本的なファミリーに分類される。その道具の中には、特定のタスクを対象としたさまざまなバリエーションや専門分野がある。
- 日本の鋸では、世界的に普及しているプッシュストローク（押して切る）よりも、プルストローク（引いて切る）で、これはブレードが西洋ののこぎりと比較してかなり薄くなることを可能にしている。日本ののこぎりには主に2つの種類の鋸歯、クロスカット（横横横挽き）と裂け目（たてびき縦挽き）がある。裂け目と碁盤目は、リョーバ （lit. "dual edge" :; 両刃 ）として知られている1枚のブレードに結合されている。リップとクロスカットのパターンは、片側のこぎり、カタハのこぎり片刃でも作られている。dōzuki（lit. "ガイド付き"; 導づき）として知られている堅い支持をほどこされたのこぎりは、通常、高級建具の切断に使用される。日本製ののこぎりには他にもたくさんの種類がある。抑え引き（osae-biki）引き鋸（lit. "press-cut saw"）など、表面を傷つけることなくペグを表面に洗い流すのに使われる。のこぎりの歯はこれを達成するために片側または両側に設定されていない。アゼビキ （lit. ridge saw; 畔挽き）はリップとクロスカットの両方の歯をカットしていて、短くて丸みがあ理、狭い場所でののこぎり切断や、表面の真ん中で切り始めたりするのに使用される。こうしてのこぎりには他の多くの種類とサブタイプがある。欧米で販売されているほとんどののこぎりは、高周波焼入された歯と比較的安価な交換可能な刃を備えた量産品である。手作りの鍛造のこぎりは作るのは非常に面倒でありそして完成するために鍛造において平面またはノミより多くの製造工程がかかる。

- カンナ（鉋、和式プレーン）は、最も一般的には木製のブロックであるか、または積層ブレード、サブブレード、および固定ピンを含むDAI（台）がそなわっている。日本のプレーンでは、ブレードは主に第2の側面で切られるプレーンの当接によって位置で固定される。これはまだ製造されているタイプのヨーロッパの木製プレーンに似ており、そこではブレードは木製のくさびを軽くたたくことによって定位置に固定される。西部の平面とは異なり、ブレードの支持台は日本の平面では平らな面ではなく、むしろ凸面である。ブレード自体は、所定の位置に軽く叩かれたときにダイにしっかりとはまるように厚さがテーパー状になっている。ブレードはまた、幅が先細りになっていて、その突出部を左右に軽くたたくことによって調整できるようにしているので、均一な剃厚を達成することができる。日本のプレーンは一般的に押すのではなく引っ張ることによって操作され、そして仕事はより多くの力をつかうために着席位置であるいは全身を使ってなされる。
- カンナの一種であると考えられるヤリガナは、槍に似た古風な日本型のプレーンである。ヤリガナは一方の端が取っ手として使われ、もう一方の端が葉の形をした刃になっている一片の鋼である。大工は両手でヤリガナを握り、自身の体に向かって引っ張って木材に凹面の溝を作る。ブロック式の木製平面が日本に導入されるまでは、このヤリガナは一般的に使用されていた。

- ノミ（ 鑿 ）は、卓上ノミ、ペアのノミ、印象的なノミ、厚木のノミ、スリック、その他の特殊用途向けのものがある。カンナと同様に、ブレードは積層硬鋼/軟鋼構造である。斜角は通常20°から35°の範囲で変化する。日本では針葉樹材で作業するのが一般的であるので、多くのノミがそれを念頭に置いて作られており、そしてより硬い木のために使われるならば、その急勾配斜面状態を必要とする。

- キリ（錐）は、しばしばほぞ穴からくり抜きの最初の段階として、木材の円形の穴を開けるために使用される。一見使いやすいようだが、キリは習得するのが最も難しい道具の1つと一般に考えられている。

- 墨壺（ sumitsubo インクポット）は、さまざまな表面に長い直線をマーキングするために使用される。壷糸（つぼいと）は丸い木の部分に針で固定されており（カルコ）、糸のもう一方の端は、すすぼの端の小さな開口部（糸口）を通り、墨を含んだくぼみ（糸口）を通り、スプール（糸巻グルマ）の周りに巻かれている。インクはシルクの詰め物に浸したままの状態で保管される。つぼ糸は絹糸を使用しており、線を引くにはスミツボを左手に持って、カルコの針を表面に固定して、糸の一端の位置を決める。スミツボは、必要な長さの糸が外れるまで、ゆっくりとカルコから引き離され、その時点でスプールの回転は親指を使って止められる。人差し指で、糸を必要な線の終点で押し下げ、右手を使用して、糸を上に引っ張って張力をかけ、その後突然解放すると、表面に当たって表面の凹凸に関係なくインクの直線が表面に残る[2]。

- 日本の斧と釿 （ おの 斧と,chōna 釿）。

- 日本のハンマー 玄能 （'Gennō もしくは Gennoh'）。大工ハンマーにはいくつかの種類がある。ハンマーはノミの仕事に、手の平面の刃を位置決めするために、ハンマーを打ったり引っ張ったりするために、また平面の刃やチゼルの底から積層硬化鋼を打ち出すために、使用される。

- このほか、測定とマーキングのための道具には大工竹ペン「墨さし」（ 'sumisashi）、大工用定規「差金」（ 'sashigane'）、マーキングナイフ「切り出し」（ 'kiridashi'）、伝統的なシングルおよびマルチブレードマーキングゲージである「罫引」（ 'kebiki'や 'kinshiro'）など。

### ブレード
大工は通常、柄や木版画を作るのに、自分で刃を立てて研ぐが、刃自体は鋼製の鍛冶屋によって鍛造され、道具に取り付けられていない状態で提供される。日本の鉄鋼は長い間高レベルの精製を享受しており、それなしでは、日本の木工品の有名である良い表面と細部仕上げが不可能である。日本の彫刻刀と日本のプレーンに使われている刃は日本の刀と似た原則を共有している。ハガネ鋼と呼ばれる非常に硬い刃の金属片（「エッジメタル」）は'ジガネ地金と呼ばれる柔らかい金属片（「ベースメタル」 ）と鍛造溶接されている。より柔らかい金属の機能は、衝撃を吸収すること、そしてより脆い羽根が割れるのを防ぐことである。この技術は、西洋で通常、ノミ、ロックウェル62として使用されているものより硬い「ハガネ」鋼の使用を可能にし、また、一般的に日本国外の大工工具で知られているよりもはるかに細かいエッジをホーニングすることができる。刃を研ぐとき、日本の大工は通常、粗い石から最も細い石まで、粗さの異なる3つ以上の砥石を使う。
平面およびチゼル両方のブレードは、平坦側の中空URA裏によって区別される。この中空部分は多くの機能を有し、主な機能は平らな面が磨かれると、幅のどちらかの側の石と接触するだけなので、揺れることも曲線を描くこともできないという点で、研ぐときに高度な平坦度が保証される。これにより、彫刻刀による切り込みの正確さが向上し、平面の場合にはくさびとの円滑な接触が保証され、従ってその刃の全幅にわたる支持さえも保証される。このくぼみはまた、ブレード裏側の平坦性を保つために除去の必要がある金属の量を大幅に減少させ、それは初期設定およびその後の再研磨をかなり短縮する。このほかに、ノミの場合、ノミが木材に打ち込まれたり木材から引き抜かれたりする際の摩擦抵抗が減少する。第三に、工具の研ぎ直しに伴って、窪みの前縁と刃の縁との相互作用は変化する関係にあり、エッジは、中空のリムまで先鋭化されているように、平面ブレードとエッジは次に、「タップアウト」（うらだし）、尖ったハンマーがわずかに沿って刃の斜面下方にハガネを抑制するために利用されるプロセスであることがわかる。ブレードの背中がうらだしされている場合後に再平坦化し、中空が再立される。したがって中空部は、切断鋼の薄片の寿命を可能な限り長くするための手段として研ぎ用の一種のゲージとして作用している。これはブレードの形状を時間の経過と共に一定に保つ傾向があり、それが時間の経過と共にそれをダイにフィットさせる。
日本のカンナや彫刻刀には、さまざまな種類の鋼が使われている。
- ホワイトスチール「白金（白鋼）」。これは非常に鋭いエッジを取り、簡単に再研磨するほぼ純粋なスチール。白金にはいくつかの種類があり、#1と#2が最も一般的である。

- ブルースチール「青鋼」。エッジの耐久性を高めるためにモリブデンなどの合金元素を含む鋼。この鋼鉄は白より研ぐことは少し困難であり、端を鋭くするほどにはかかりませんが、使用においてより耐久性がありる。使用される一般的な青鋼は#1、#2、そして "スーパーブルー"である。

- 「玉金」。この鋼は特殊な鉄分を含む豊富な川砂の製錬に由来し、通常は日本刀の刀剣製造用だが、のこぎり、ノミ、カンナでの使用もある。

- Togo-Reigo：この鋼は1920年代にイギリスのシェフィールドのアンドリュース社によって製造され、一部は日本への道を見出し、そこで平らなブレードの製造に利用されてきた。

- スウェーデン鋼

### 万力

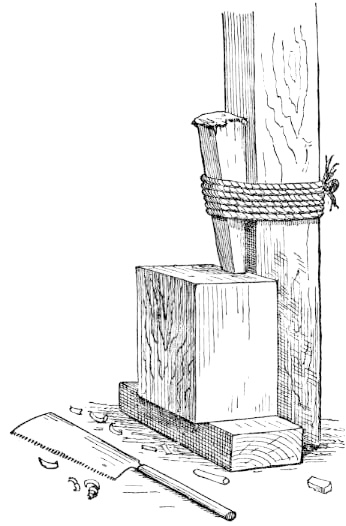
日本の伝統的な万力。エドワード・S・モースによる『日本家屋とその周辺』から

伝統的な日本の万力はロープのコイルで柱に結び付けられた木のくさびだった。木はくさびの下に挿入され、くさびは打ちぬかれる。
伝統的な日本大工職において、どのような類の万力でも、西欧の伝統的な手仕事に等しい仕事のケースであるより使用頻度はずっと少ないが、建築に関連する日本の大工仕事の多くは非常に大きな木材をつかい、そして一般に木材へ大工の重さで、大工が動作する部分を安定させるために使われる。このため、日本で大工使用されている万力の位置は、西洋のものよりはるかに低く、大工は常に自分の姿勢位置を固定できる。より小さな材料片の作業の多くは、着座位置で行うことができ、のこぎりと平面の両方が引っ張りストロークで切断する動作に依存するため、本体またはシューティングボードを使用し作業の安定化を可能にしている。

## 木材
日本の大工仕事と木工、ならびにツール構築に使用される木材としては、スギ（杉）、アカマツ（赤松）、ヒノキ（檜又は桧）、クスノキ、ホオノキ、ケヤキ（欅）およびキリ（桐）などがある。